# Episemasia cervinaria
Episemasia cervinaria là một loài bướm đêm trong họ Geometridae.